# Saïd Achmet (Bambao)
Saïd Achmet (genannt: Mougné M’Kou; geb. um 1793; gest. 1875) war Sultan von Bambao. In seiner Regierungszeit brachte er bis zu fünf der 12 Sultanate auf der Insel Grande Comore unter seine Kontrolle. Eine seiner Töchter heiratete Saidi Omar von Anjouan. Er gehörte zu den Unterstützern der Französischen Politik in Opposition zur Einflussnahme des Sultanats Sansibar und dessen Parteigängern, die unter dem Einfluss der Briten standen.

## Leben
Saïd Achmet war ein Sohn eines Flüchtlings von der Insel Pate. Er kam im Exil in Anjouan zu Wohlstand und ehelichte eine Tochter des Sultans von Anjouan Alaoui bin Hussein. Als seine Tante mütterlicherseits in Grande Comore Sultana von Bambao wurde, kehrte er dorthin zurück. Dann nutzte er sein Vermögen um den Sultan Bamba Ouma zu stürzen und wurde aufgrund der matrilinearen Vererbung in der Kultur der Komoren selbst Sultan. Zuerst unterwarf er den Sultan von Bagdin, dann den von Itsandra, indem er Fürst Boina, einen seiner Stiefväter, dort an die Macht brachte. Allerdings konnte Fürst Fey Foumou, der Alt-Sultan von Itsandra und Sultan Tibé (Ntibé, Thibé) von Grande Comore, Boina dazu bringen, sich gegen Saïd Achmet zu wenden und zusammen schlugen sie ihn. Mit Hilfe von Abdallah II. von Anjouan konnte sich Saïd Achmet jedoch wieder befreien und das Sultanat von Bambao zurückgewinnen. Um 1830 unterwarf er erneut den Tibé, mit dem Sultan Boina Foumou. Dann begab er sich 1833 nach Anjouan, wo er heiratete. Um diese Zeit begab er sich auch auf den Haddsch nach Mekka.
Fey Foumou nahm seine Feindseligkeiten gegen Saïd Achmet wieder auf mit Hilfe aus Madagaskar. Er konnte das Sultanat Itsandra und Bambao zurückgewinnen. Als Ausgleich bot Fey Foumou ihm das kleine Sultanat von Oichili. Und auch wenn Boina Foumou versuchte die Macht an sich zu reißen, blieb Mougné M’kou loyal gegenüber Fey Foumou. Erst im Jahr darauf hatte Boina Erfolg und übergab das Sultanat von Bambao wieder an Mougné M’kou. Um 1840 erkämpfte sich Fey Foumou erneut die Macht und gab den Thron an seinen Sohn Foumbavou weiter.
Um 1844 fühlte er sich wohl in die Enge getrieben und verhandelte mit Hilfe seines Schwiegersohns Saidi Omar um ein Protektorat der Franzosen. 1846 griff er Tibé Foumbavou, obwohl Frankreich auf seine Anfragen nicht geantwortet hatte. Er erlitt eine Niederlage und musste nach Mitsamiouli flüchten. 1852 eroberte er Isandra zurück, aber Frankreich war noch immer nicht bereit ihn zu unterstützen. Fürst Moussa übernahm Isandra 1861 und von 1867 bis 1873 dauerten die Scharmützel an. 1873 gelang es Moussa ihn gefangen zu nehmen und ihn einzukerkern. Vor seinem Tod konnte er einen Boten nach Mayotte entsenden, der seinen Enkel Said Ali bin Said Omar als Universalerben einsetzte.